# Josef Zauner (Konditor)

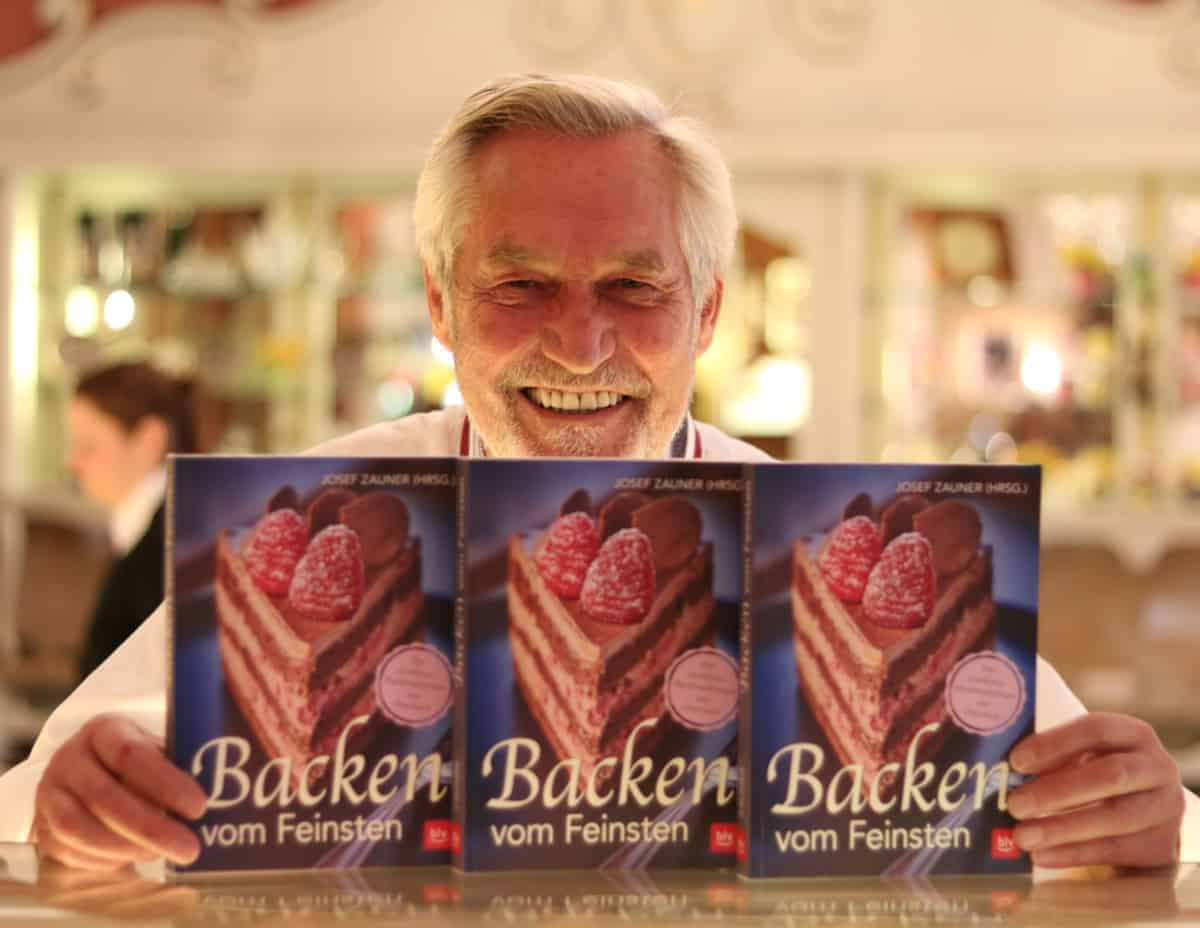
Josef Zauner

Josef Zauner (geb. Ferner, * 25. Februar 1948 in Tamsweg) ist ein österreichischer Konditormeister. Von 1978 bis 2020 leitete er die Konditorei Zauner in Bad Ischl. Josef Zauner führt die Marketingbezeichnung eines „Botschafters der österreichischen Mehlspeiskultur“.

## Leben
Zauner wurde 1948 als eines von 15 Kindern auf einem Bergbauernhof im österreichischen Tamsweg (Bundesland Salzburg) geboren. Dort verbrachte er seine ersten 15 Lebensjahre, bevor er in Salzburg eine Bäckerlehre absolvierte. 1966 begann er seine Lehre zum Konditor bei der Konditorei Zauner in Bad Ischl.
Da die Ehe der damaligen Eigentümer der Konditorei Zauner, Hildegard und Richard Kurth, bis zu Richard Kurths Tod 1970 kinderlos blieb, wurde Zauner von Hildegard Kurth (1929–2019) adoptiert.
Im Jänner 1972 legt er in Braunschweig die deutsche und zwei Monate später in Linz die österreichische Meisterprüfung ab.
Er leitete die Konditorei nach Kurths Tod gemeinsam mit Hildegard Kurth, die ihren Nachnamen 1982 in Zauner ändern ließ.
Josef Zauner absolvierte zahlreiche Auslandsaufenthalte, u. a. in Deutschland, Schweden, Ungarn, Israel und Japan. In Japan unterrichtet er an der bekannten japanischen Konditoreifachschule „Japan Cake- and Confiserie-College“ und ist seit 1988 Gastprofessor dieser Schule.
1978 bis 1985 war Zauner Fernsehkoch in der ORF-Sendereihe Häferlgucker. Im Jahr 1995 ist er Fernsehkonditor in “Genießen erlaubt” des bayerischen Fernsehens.
Zahlreiche Goldmedaillen bei Internationalen Bewerben konnte Zauner erringen. Unter seiner Leitung wurde der Konditorei Zauner im Jahr 1980 das Recht zur Führung des Österreichischen Staatswappen durch den damaligen Handelsminister Josef Staribacher verliehen.
Im Jahr 2020 übergab Zauner die Geschäftsleitung der Konditorei an seinen Sohn Philipp Zauner, der seitdem den Familienbetrieb führt.
2021 wurde Josef Zauner für seine Verdienste vom oberösterreichischen Landeshauptmann Thomas Stelzer mit dem Goldenen Ehrenzeichen des Landes Oberösterreich ausgezeichnet. 2023 wurde Zauner die silberne Wirtschaftsmedaille der Wirtschaftskammer Oberösterreich verliehen.

## Auszeichnungen
- 1988 – Gastprofessor des Japan Cake- and Confiserie-College
- 2020 – Lebenswerks-Auszeichnung vom Gourmetguide Falstaff
- 2021 – Goldenes Ehrenzeichen des Landes Oberösterreich
- 2023 – Silberne Wirtschaftsmedaille der Wirtschaftskammer Oberösterreich

## Publikationen
- Das große k.u.k. Mehlspeisenbuch. Servus Verlag, 2017, ISBN 978-3-7104-0146-6.
- Das große Buch der österreichischen Mehlspeisen. BLV Verlag, 1997, ISBN 978-3-405-15175-1.